# Villanueva del Campo
Villanueva del Campo é um município da Espanha na província de Zamora, comunidade autónoma de Castela e Leão, de área 40,04 km² com população de 1061 habitantes (2004) e densidade populacional de 26,50 hab/km².

## Demografia
| Variação demográfica do município entre 1991 e 2004 | Variação demográfica do município entre 1991 e 2004 | Variação demográfica do município entre 1991 e 2004 | Variação demográfica do município entre 1991 e 2004 |
| --------------------------------------------------- | --------------------------------------------------- | --------------------------------------------------- | --------------------------------------------------- |
| 1991                                                | 1996                                                | 2001                                                | 2004                                                |
| 1231                                                | 1126                                                | 1052                                                | 1061                                                |